# Cerkiew św. Nikandra w Lebeniszkach
Cerkiew św. Nikandra – parafialna cerkiew prawosławna w Lebeniszkach.
Wieś Lebeniszki powstała w czasie akcji zasiedlania ziem litewskich przez chłopów rosyjskich w ramach reformy rolnych Stołypina. Ze względu na znaczną odległość od najbliższej cerkwi prawosławnej mieszkańcy wsi zwrócili się do arcybiskupa wileńskiego i litewskiego Nikandra (Mołczanowa) z prośbą o erygowanie nowej parafii. Przeprowadzili również zbiórkę pieniędzy na budowę wolno stojącej świątyni. W lutym 1909 rozpoczęły się prace budowlane pod kierunkiem eparchialnego architekta A. Szpakowskiego, który wcześniej pracował m.in. przy przebudowie monasteru Świętego Ducha w Wilnie. Drewniana cerkiew została poświęcona 18 października 1909. Na prośbę przyszłych parafian patronem świątyni został św. biskup i męczennik Nikander.
Regularne nabożeństwa odbywały się w cerkwi do 1914. Po wybuchu I wojny światowej kapłani służący w parafiach prawosławnych na ziemiach litewskich w większości ewakuowali się w głąb Rosji. Dopiero od 1924 do świątyni zaczęli przyjeżdżać kapłani z Poniewieża, Rakiszek lub Birż. Po wcieleniu Litwy do ZSRR cerkiew została zarejestrowana jako czynna świątynia parafialna w 1947. Po 1948 przeniesiono do niej ikonostas i zestaw ikon z cerkwi św. Michała Archanioła w Birżach, zlikwidowanej przez władze stalinowskie. Większość z nich została jednak skradziona w czasie kilku włamań do świątyni.
W latach 80. XX wieku dokonano częściowego remontu cerkwi z wymianą dachu. W tym okresie nabożeństwa odbywały się w niej już tylko w święto patrona świątyni oraz na życzenie, ze względu na wyjazd niemal wszystkich osób wyznania prawosławnego ze wsi.